# Leo Feldt
Leo August Dietrich Appolinar Feldt (ur. 11 listopada 1846 w Braniewie, zm. 21 czerwca 1928 w Kassel) – pruski generał major.

## Życiorys
Leo Feldt urodził się jako syn tajnego radcy rządowego i profesora katolickiego Liceum Hosianum w Braniewie Laurentiusa Feldta. Ojciec był wszechstronnie wykształcony, wykładał filozofię, matematykę, astronomię, a także został w 1840 pierwszym lektorem języka polskiego w Liceum Hosianum, układając program nauki tego języka. Leo po ukończeniu Królewskiego Gimnazjum w Braniewie w 1866 roku rozpoczął studia prawnicze na Uniwersytecie Albrechta w Królewcu. We wrześniu 1869 roku zdał prawniczy egzamin państwowy (Referendarexamen) w Sądzie Rejonowym w Braniewie, a następnie rozpoczął służbę wojskową jako ochotnik w armii pruskiej.
W tym czasie rozpoczęła się wojna francusko-niemiecka. W stopniu chorążego, a następnie podporucznika Feldt brał udział w bitwach pod Borny, Noisseville i Amiens, został odznaczony Krzyżem Żelaznym II klasy. Skutkiem odniesionych sukcesów Feldt zdecydował się zostać żołnierzem zawodowym. W 1898 został awansowany na stopień pułkownika i odznaczony Orderem Orła Czerwonego III klasy ze wstęgą. W 1901 przeszedł na emeryturę. Zachował prawo noszenia munduru, wkrótce potem został odznaczony Orderem Królewskiej Korony II klasy. Będąc na emeryturze, w 1913 został mianowany na stopień generała majora (generalmajor). Leo Feldt ożenił się w 1878 roku i miał sześcioro dzieci. Dwóch jego synów zginęło podczas I wojny światowej, w której sam już nie brał udziału.

## Literatura
- Ralph Nolte: 44 Jahre des Generalmajors z.D. Leo Feldt in Bildern. w: Internationales Militaria-Magazin(inne języki). 109, 2003.
- Klaus Kube: 327 Feldt, Leo. In: ders.: Personengeschichte der Burschenschaft Germania Königsberg. Eine biographische Sammlung. Band I: Die Königsberger Zeit. Eick, Kiel 2018, s. 177–178.